# Död eller inte
Död eller inte (TV3 Dokumentär: Död eller inte) är en dokumentär som ingår i programserien TV3 Dokumentär.
Avsnittet sändes i TV3 den 28 november 2002. I programmet medverkade bland annat Iris Hall och Anders Åkesson och visar hur de håller seanser och utövar psykometri. I programmet berättar Åkesson om sin väg från raggare till spiritistiskt medium.